# پیر آلمان
پیر آلمان (فرانسوی: Pierre Allemane‎; ۱۹ ژانویهٔ ۱۸۸۲ – ۲۰ مهٔ ۱۹۵۶) بازیکن فوتبال اهل فرانسه بود.
وی در بازی‌های المپیک تابستانی ۱۹۰۰ به همراه تیم ملی فوتبال فرانسه شرکت کرده و به مدال نقره دست پیدا کرده است.